# Rathong
Der Rathong, auch Ratong oder Rāthoṅ, ist ein Gipfel im Himalaya an der Grenze zwischen Nepal im Westen und dem indischen Bundesstaat Sikkim im Osten.

## Lage
Der Gipfel befindet sich 13,4 km südsüdwestlich des Achttausenders Kangchendzönga. Nach Nordosten führt ein Berggrat zum 7317 m hohen Südgipfel des Kabru.
Im Süden trennt der Gebirgspass Rathong La den Rathong von dem 6148 m hohen Kokthang. 

## Besteigungsgeschichte
Die Erstbesteigung des Rathong gelang Mitgliedern einer indischen Armeeexpedition (Nawang Gombu, Captain Ahluwalia und den Sherpas Dorje Lhatoo und Ang Kami) am 29. Oktober 1964. Am Folgetag erreichten Tashi, Sonam Wangyal, Sonam Gyatso, Captains Bahuguna, Cheema und Joshi und Harish Rawat ebenfalls den Gipfel.